# Congrés d'investigació i pràctiques escèniques de Barcelona

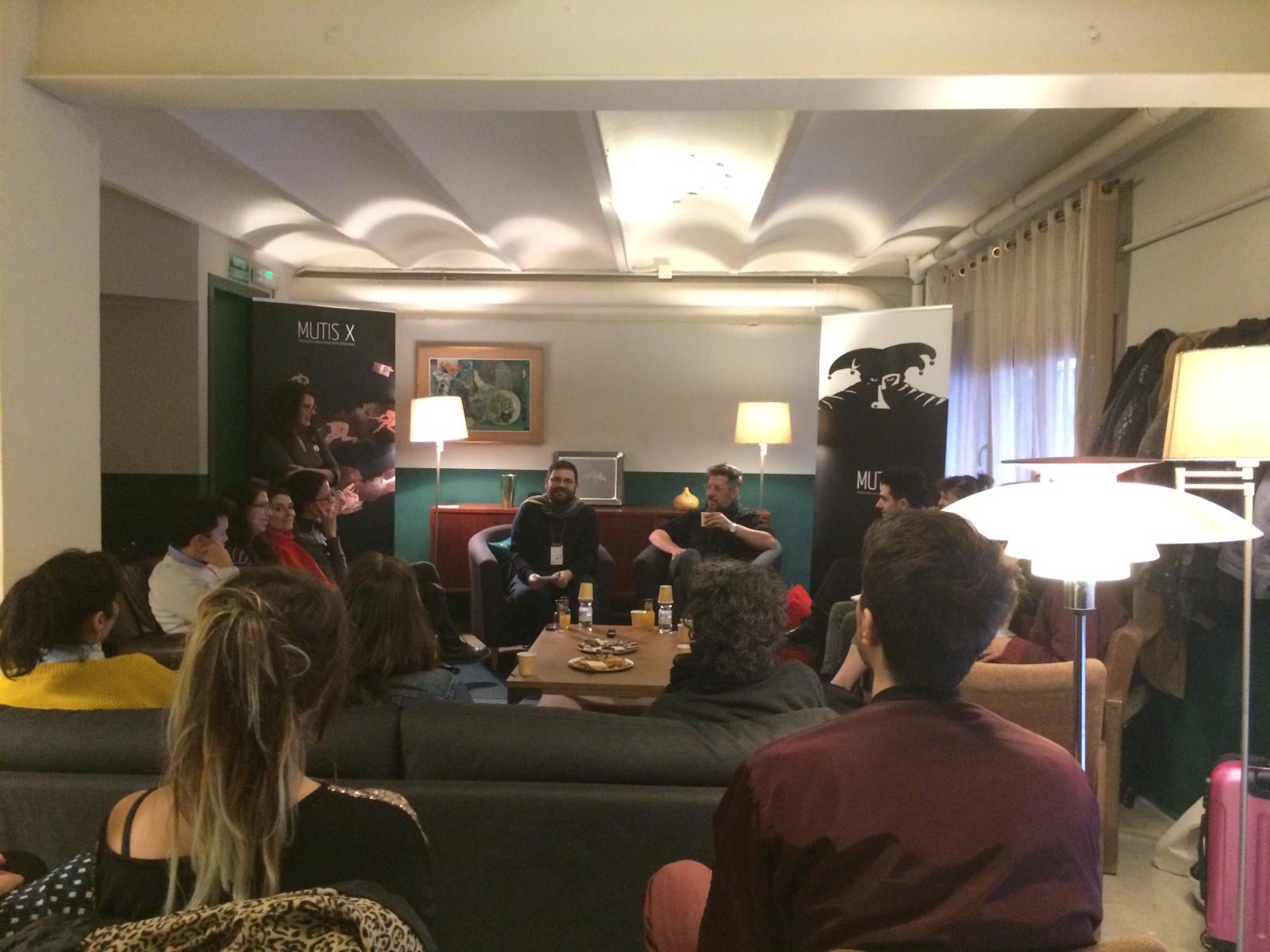
Acte de presentació de les II Jornades a la Beckett, 2019.

El Congrés de recerca i pràctiques escèniques és tracta d'un encontre acadèmic centrat en la recerca i experimentació en teatre, dansa i circ a Barcelona.

## Trajectòria
El Congrés de recerca i pràctiques escèniques de Barcelona parteix de la necessitat de dotar d'un espai específic per a l'apartat de taules rodones i conferències que es feien en el marc del Festival MUTIS. En 2018 i gràcies al recoltzament del Museu de les Arts Escèniques es van coorganitzar amb l'Institut del Teatre de Barcelona unes primeres jornades de recerca i, a partir del 2020 en la seva tercera edició a l'incorporar-se la Universitat Politècnica de Catalunya les jornades es van ampliar devenint un congrés.

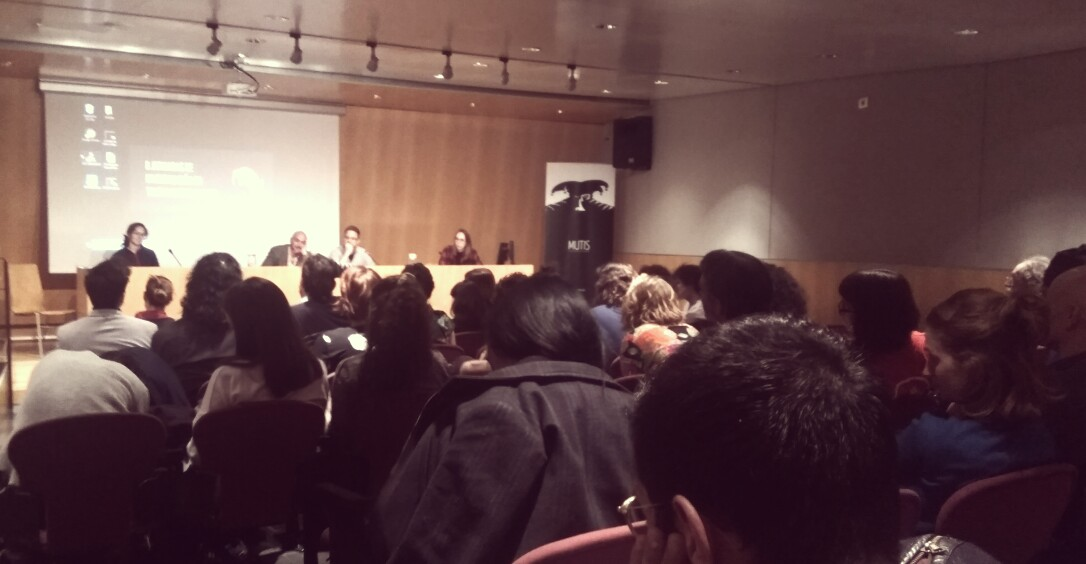
II Jornades de recerca en Teatre Independent de Barcelona, en 2019.

L'1 i 2 de març de 2018 van tenir lloc a Montjuic les I Jornades de Recerca en Teatre Independent. En la seva segona edició va programar-se un any més tard, del 20 al 22 de març de 2019. A seva la tercera edició que va tenir lloc l'11 i 12 de 2020 amb la incorporació de la Universitat Politècnica de Catalunya es constitueix en Congrés. Malauradament, aquesta tercera edició es va veure afectada per les mesures de prevenció davant l'emergència sanitària, la qual cosa va fer reduir l'aforament de les activitats a la meitat i suspendre el seu darrer dia programat: el 13 de març es va cancel·lar tota l'activitat docent tant en instituts com universitats a Catalunya.
En 2021 el IV Congrés deixa de compartir dates amb el Festival MUTIS, aquest, en la seva XII edició, va retardar-se un mes per a permetre al Congrés tenir un espai propi, ampliar franges horàries i continuar així creixent. Les dates van ser del 15 al 17 de març, aquesta deció es va realitzar de manera dual: en part en línia, en part presencial amb públic reduït a l'Auditori del Institut del Teatre i retransmès en directe i en obert pel canal de YouTube del congrés.
En 2022 el V Congrés es va desplaçar sis mesos, de la primavera al 8 a l'11 de novembre per a celebrar-se conjutament amb la VII edició del Congrés CIJIET, un congrés d'estudis teatrals anual itinerant la convocatòria del qual va sumar un quart dia de programació i va tenir com a espais programats la Universitat Autònoma de Barcelona i l'Institut del Teatre.

## Organització[calcitació]
Les primeres Jornades de Recerca en Teatre Independent de 2018 van ser coordinades per Enid Negrete i Alberto Rizzo. A la seva segona edició al 2019 aquestes van ser dirigides per Alba Saura i Alberto Rizzo. A la seva tercera edició de 2020 els seus directors van ser Ana Bustamante i Víctor Bobadilla. A la seva quarta i cinquena edició les directores van ser Ana Bustamante i Alba Saura. La seva sisena edició prevista del 15 al 17 de novembre estarà dirigida per Annya Atanasio Cadenes i Alberto Rizzo.